# Banksia blechnifolia
Série
Statut CITES
Banksia blechnifolia est une espèce d'arbustes rampants du genre Banksia. On le trouve dans les sols sablonneux dans la région côtière du sud de l'Australie-Occidentale aux environs du lac King, il est non-lignotubéreux, la régénération se faisant par graines après les feux de brousse. Il doit son nom spécifique au fait que ses feuilles rappellent celles de fougères (Blechnum).

## Description
Banksia blechnifolia est un arbuste rampant aux tiges épaisses et aux feuilles verticales hautes d'environ 20 cm. Les parties nouvelles sont recouvertes de poils brun-orange. Les inflorescences sont or ou brun rosâtre et la floraison a lieu en fin de printemps. Lorsqu'elles vieillissent, les fleurs se fanent en devenant brunes puis grises.

## Culture
En culture, quoiqu'un peu résistante au dépérissement, il exige un sol bien drainé, de préférence sablonneux. Il fait un couvre-sol attrayant. Il apprécie les arrosages en été et peut être très vigoureux. Globalement, il est plus facile des Banksia d'Australie-Occidentale à faire pousser en climat humide.
Les graines ne nécessitent pas de traitement et demandent 14 à 49 jours pour germer. 